# Ейді Бутройд
Едріан Ніл Бу́тройд (англ. Adrian Neil Boothroyd), більш відомий як Ейді Бутройд (англ. Aidy Boothroyd, нар. 8 лютого 1971, Баїльдон) — англійський футболіст, що грав на позиції захисника. По завершенні ігрової кар'єри — тренер.
Як гравець виступав на позиції захисника за ряд британських клубів в 1990-і роки, але завершив ігрову кар'єру через травму у віці 27 років. Згодом став працювати тренером. У 2005 році був призначений головним тренером «Вотфорда» і вивів команду в Прем'єр-лігу. У той час він вважався одним з найкращих молодих тренерів у Великій Британії.
Після відходу з «Вотфорда» у 2008 році працював головним тренером в клубах «Колчестер Юнайтед», "Ковентрі Сіті"і «Нортгемптон Таун». З 2014 року став працювати з Футбольною асоціацією Англії тренером юнацьких та молодіжних збірних.

## Ігрова кар'єра
У дорослому футболі дебютував 1989 року виступами за команду «Гаддерсфілд Таун», в якій провів один сезон, взявши участь у 10 матчах чемпіонату. У 1990 році перейшов у «Бристоль Роверс» і відіграв за клуб з Бристоля наступні два сезони своєї ігрової кар'єри, зігравши 16 матчів за клуб у чемпіонаті.
1992 року уклав контракт з шотландським клубом «Гарт оф Мідлотіан», у складі якого провів наступний рік своєї кар'єри гравця, після чого з 1993 року три сезони захищав кольори «Менсфілд Таун». Більшість часу, проведеного у складі «Менсфілд Тауна», був основним гравцем захисту команди, зігравши 102 матчі й забивши 3 м'ячі.
1996 року перейшов до «Пітерборо Юнайтед», за який відіграв 2 сезони. У 1998 році, виступаючи за клуб, дістав серйозну травму, через яку завершив кар'єру гравця у віці 27 років.

## Кар'єра тренера
Після завершення кар'єри гравця Бутройд залишився в «Пітерборо Юнайтед» і працював тренером юнацьких і резервних команд клубу. У 2001 році перейшов у тренерський штаб «Норвіч Сіті», де став тренером молодіжного складу. У жовтні 2003 року увійшов до тренерського штабу «Вест Бромвіч Альбіон», а к липні 2004 року був запрошений на цю ж посаду в «Лідс Юнайтед».

### «Вотфорд»
29 березня 2005 року 34-річний Бутройд був призначений головним тренером «Вотфорда». У семи матчах сезону під його керівництвом команда змогла здобути дві перемоги (над «Сток Сіті» та «Ротерем Юнайтед») і уникла вильоту з Чемпіоншипу.
Перед початком сезону 2005/06 Бутройд оголосив, що метою команди на сезон є вихід в Прем'єр-лігу. За підсумками сезону «Вотфорд» зайняв 3-тє місце в Чемпіоншипі, чим гарантував собі участь в плей-оф за вихід у Прем'єр-лігу. У двоматчевому півфіналі плей-оф «шершні» обіграли «Крістал Пелес», а у фінальному матчі на «Вемблі» «Вотфорд» розгромив «Лідс Юнайтед» з рахунком 3:0 і гарантував собі вихід у вищий дивізіон. У цьому сезоні Бутройд був визнаний «тренером місяця» в Чемпіоншипі за підсумками лютого.
Сезон 2006/07 «Вотфорд» провів у Прем'єр-лізі, але зайняв останнє, 20-е місце, набравши 28 очок. У цьому ж сезоні «шершні» вдало виступили в Кубку Англії, діставшись до півфіналу, в якому програли «Манчестер Юнайтед». Незважаючи на останнє місце, у травні 2007 року Бутройд підписав з «Вотфордом» новий трирічний контракт. Влітку 2006 року Ейді Бутройд отримав професіональну тренерську ліцензію УЄФА.
У сезоні 2007/08 «Вотфорд» почав сезон з 10 перемог у 13 матчах, а після 19 ігор в Чемпіоншипі очолював турнірну таблицю з 12-очковим відривом від другого місця. Бутройд визнаний «тренером місяця» в Чемпіошипі в жовтні 2007 року, коли «Вотфорд» виграв всі п'ять матчів у лізі. Однак у решті сезону результати команди погіршилися, а Бутройд став часто піддаватися критиці за «непривабливий» стиль гри його команди, що спирався на фізичні противобороства і далекі запуски м'яча на нападників. «Вотфорд» виграв тільки 1 матч з 14 останніх турів Чемпіоншипу. Тим не менш, команда посіла 6-е місце і вийшла в плей-оф турніру, де програла клубу «Галл Сіті».
Перед початком сезону 2008/09 Бутройд пообіцяв поміняти стиль гри команди на більш привабливий і технічний. Однак 3 листопада 2008 року Ейді Бутройд залишив посаду головного тренера «Вотфорда» за «згодою сторін».

### «Колчестер Юнайтед»
2 вересня 2009 року Бутройд був призначений головним тренером клубу «Колчестер Юнайтед», змінивши на цій посаді Пола Ламберта.У дев'яти перших матчах в клубі він здобув п'ять перемог, а перша поразка припала на десятий матч, це була гра проти «Міллволла».
У першій половині сезону 2009/10 «Колчестер» був у верхній шістці, але в підсумку зайняв тільки 8-е місце в Першій лізі, третьому за рівнем дивізіоні Англії.

### «Ковентрі Сіті»
20 травня 2010 року Бутройд був призначений головним тренером клубу «Ковентрі Сіті», змінивши на цьому посту Кріса Коулмена. У своєму першому офіційному матчі, який відбувся 7 серпня 2010 року, клуб здобув перемогу над «Портсмутом».
14 березня 2011 року був звільнений через незадовільні результати команди.

### «Нортгемптон Таун»
30 листопада 2011 року Ейді був призначений головним тренером клубу «Нортгемптон Таун». На момент його приходу в клуб «Нортгемптон» знаходився в зоні вильоту з Другої ліги, але в підсумку завершив сезон на 20-му місці і зберіг за собою місце у четвертому дивізіоні.
У сезоні 2012/13 «Нортгемптон» зайняв 6-е місце і вийшов в плей-оф. Команда обіграла «Челтнем Таун» в півфіналі, але поступилася у фінальному матчі «Бредфорд Сіті».
21 грудня 2013 року Бутройд був звільнений з посади головного тренера «Нортгемптон Таун» після поразки від «Вікомб Вондерерз» з рахунком 4:1. Клуб знаходився в самому низу турнірної таблиці Другої ліги.

### Юнацькі та молодіжні збірні Англії
28 лютого 2014 року Бутройд був призначений головним тренером збірної Англії до 20 років. Після того, як Гарет Саутгейт був призначений тимчасово виконуючим обов'язки головного тренера основної збірної Англії, Бутройд зайняв його місце — тимчасово виконував обов'язки головного тренера молодіжної збірної Англії до 21 року. У лютому 2017 року був призначений головним тренером молодіжної збірної Англії на постійній основі.
2018 року футбольна команда Бутройда виграла Турнір в Тулоні, здолавши у фіналі Мексику 2:1. Ця ж команда з Бутройдом поїхала наступного року і на молодіжний чемпіонат Європи 2019 року в Італії, де втім зайняла лише 3-тє місце в групі і не вийшла в плей-оф.